# Championnat du Mexique de football 1952-1953
Navigation
Saison précédente Saison suivante
La Primera División 1952-1953 est la dixième édition de la première division mexicaine.
Lors de ce tournoi, le FC León a tenté de conserver son titre de champion du Mexique face aux onze meilleurs clubs mexicains.
Chacun des douze clubs participant au championnat était confronté deux fois aux onze autres.

## Les 12 clubs participants
| \| Mexico: Club América CF Atlante Club Necaxa Guadalajara: CF Atlas Chivas de Guadalajara Oro de Jalisco Reboceros de La Piedad Club Deportivo Marte CF Puebla CF Tampico Zacatepec FC León Mexico Guadalajara \| Localisation des clubs engagés dans le championnat. |
| Mexico: Club América CF Atlante Club Necaxa Guadalajara: CF Atlas Chivas de Guadalajara Oro de Jalisco Reboceros de La Piedad Club Deportivo Marte CF Puebla CF Tampico Zacatepec FC León Mexico Guadalajara                                                           |

| Club                        | Stade                          | Capacité          | Ville                |
| Club América                | Stade Ciudad de los deportes   | 35 161            | Mexico               |
| CF Atlante                  | Stade inconnu                  | Capacité inconnue | Mexico               |
| CF Atlas                    | Stade Felipe Martínez Sandoval | 10 000            | Guadalajara          |
| Chivas de Guadalajara       | Stade Felipe Martínez Sandoval | 10 000            | Guadalajara          |
| Oro de Jalisco              | Stade Felipe Martínez Sandoval | 10 000            | Guadalajara          |
| Reboceros de La Piedad (en) | Stade inconnu                  | Capacité inconnue | La Piedad            |
| FC León                     | Stade inconnu                  | Capacité inconnue | León                 |
| Club Deportivo Marte        | Stade du Centenario            | 15 000            | Cuernavaca           |
| Club Necaxa                 | Parque Oblatos                 | Capacité inconnue | Mexico               |
| CF Puebla                   | Stade inconnu                  | Capacité inconnue | Puebla               |
| CF Tampico                  | Stade inconnu                  | Capacité inconnue | Tampico              |
| Zacatepec                   | Stade Coruco Díaz              | 16 000            | Zacatepec de Hidalgo |

## Compétition
Les douze équipes s'affrontent à deux reprises selon un calendrier tiré aléatoirement.
Le classement est établi sur l'ancien barème de points (victoire à 2 points, match nul à 1, défaite à 0).
Le départage final se fait selon les critères suivants si le titre ou la relégation sont en jeu :
- Le nombre de points.
- Un match de départage.

Sinon le départage final se fait selon les critères suivants :
- Le nombre de points.
- La différence de buts générale.
- La différence de buts particulière.
- Le nombre de buts marqué à l'extérieur.
- Le tirage au sort.

### Classement
| Rang | Équipe                          | Pts | J  | G  | N | P  | Bp | Bc | Diff |
| ---- | ------------------------------- | --- | -- | -- | - | -- | -- | -- | ---- |
| 1    | CF Tampico                      | 34  | 22 | 14 | 6 | 2  | 45 | 28 | +17  |
| 2    | Zacatepec                       | 28  | 22 | 10 | 8 | 4  | 38 | 26 | +12  |
| 3    | FC León (T)                     | 27  | 22 | 12 | 3 | 7  | 35 | 29 | +6   |
| 4    | CF Atlas                        | 25  | 22 | 8  | 9 | 5  | 42 | 32 | +10  |
| 5    | Chivas de Guadalajara           | 23  | 22 | 10 | 3 | 9  | 41 | 32 | +9   |
| 6    | CF Puebla (C)                   | 21  | 22 | 8  | 5 | 9  | 34 | 28 | +6   |
| 7    | Club Deportivo Marte            | 20  | 22 | 7  | 6 | 9  | 29 | 31 | -2   |
| 8    | CF Atlante                      | 19  | 22 | 6  | 7 | 9  | 29 | 33 | -4   |
| 9    | Oro de Jalisco                  | 19  | 22 | 7  | 5 | 10 | 30 | 41 | -11  |
| 10   | Club Necaxa                     | 18  | 22 | 6  | 6 | 10 | 33 | 35 | -2   |
| 11   | Club América                    | 16  | 22 | 5  | 6 | 11 | 23 | 40 | -17  |
| 12   | Reboceros de La Piedad (en) (P) | 14  | 22 | 6  | 2 | 14 | 18 | 42 | -24  |

| Légende : Qualifications et relégations | Légende : Qualifications et relégations                                                              |
| --------------------------------------- | --- |
|                                         | Relégué en Primera División A                                                                        |
|                                         | (T) : Tenant du titre (C) : Vainqueur de la Copa México 1952-1953 (P) : Promu de la saison 1951-1952 |

## Bilan du tournoi
| Tableau d'Honneur    |            |
| Compétition          | Vainqueur  |
| Primera División     | CF Tampico |
| Copa México          | CF Puebla  |
| Campeón de Campeones | CF Tampico |

| Promotions et relégations     |                             |
| Relégué en Primera División A | Reboceros de La Piedad (en) |
| Promu de Primera División A   | Club Toluca                 |